# Axel Augis
Axel Augis est un gymnaste artistique français, né le 6 décembre 1990 à Courbevoie. Il commence la gymnastique jeune dans le club de Gretz Armainvilliers (SCGT gym) 
Puis continuera en sport étude puis en pôle France (pôle actuel: INSEP)

## Biographie
Il fait partie de l'équipe de France. Lors du « Test Event » à Londres, il essayera de se qualifier afin d'obtenir plus que deux quotas individuels pour les Jeux Olympiques de Londres en 2012. Aux Jeux de Londres, il est 2e remplaçant en équipe de France . Axel Augis a commencé la gymnastique artistique au club de gymnastique SCGT (Sporting Club Gretz-Tournan) à Gretz-Armainvilliers.
Il participe aux Jeux olympiques d'été de 2016 à Rio, où il est finaliste du concours général, terminant à la 21e place.
II remporte la médaille de bronze par équipes aux Jeux méditerranéens de 2018.
Il est médaillé de bronze par équipes aux Championnats d'Europe de gymnastique artistique masculine 2018 à Glasgow avec Edgar Boulet, Loris Frasca, Julien Gobaux et Cyril Tommasone.